# Cántaro (instrumento musical)
El cántaro, además de su utilidad para traer el agua de la fuente y conservarla fresca, se utilizaba en diferentes regiones españolas para tocarlo como instrumento de percusión golpeando la boca con la mano o una alpargata, produciendo un sonido hueco y resonante en el interior del recipiente. En la escala de instrumentos es un idiófono percutido, aunque también se le puede sacar otro tipo de sonido con soplidos secos en la boca (del cántaro). En el folclore musical español, su uso en rondallas, pasacalles y grupos de baile prácticamente ha desaparecido. Aún permanece en los coros de campanilleros (como acompañamiento para los villancicos), y también en las sevillanas corraleras.
El uso del cántaro en México como instrumento de percusión se extiende a Tixtla, Guerrero, la Mixteca Alta y la Costa Chica de Guerrero y Oaxaca, para acompañar “chilenas”, “sones”, “parabienes”, “gustos”, “minuetes”, “jarabes oaxaqueños” y en “fandangos mixtecos” de Puebla (en esta Mixteca Baja suele acompañar el canto, el juego y ciertas danzas indígenas como el "Ya kolo" o Guajolote y el "Yaa-ndisi" o Tepachera). La mayor o menor cantidad de agua contenida sirve para afinar el instrumento en el tono deseado.